# Jechiel Jaakov Weinberg

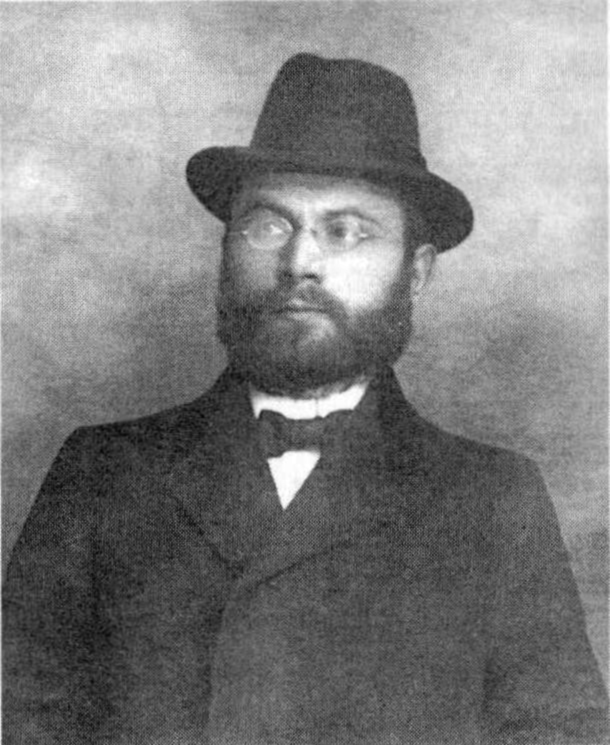
Jechiel Jaakov Weinberg

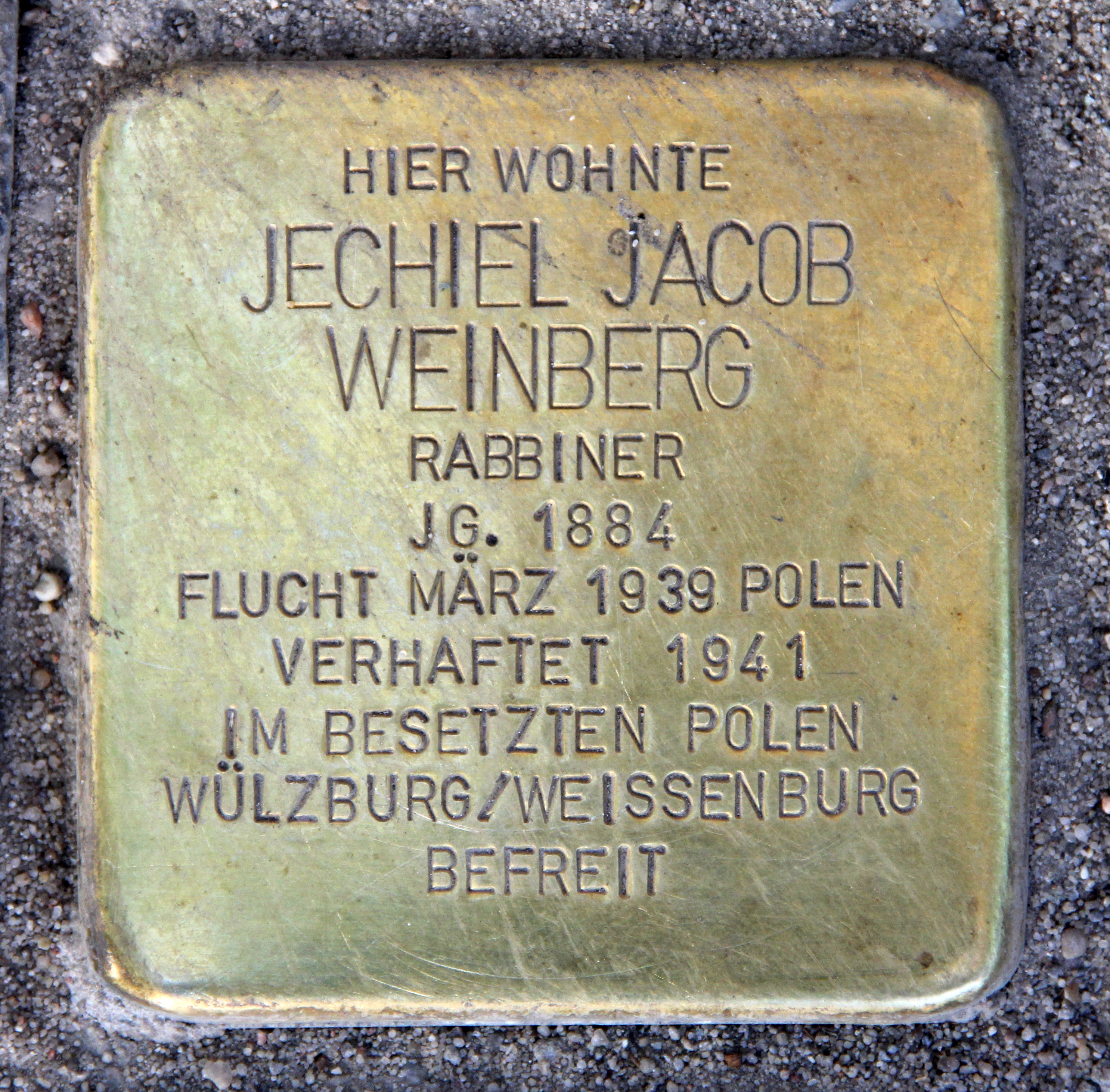
Stolperstein am Haus, Wilmersdorfer Straße 106, in Berlin-Charlottenburg

Rabbi Jechiel Jaakov Weinberg (auch Yechiel Yaakov Weinberg, Yehiel Yaakov Weinberg oder Jehiel Jacob Weinberg; geboren 1. November 1884 in Ciechanowiec, Russisches Kaiserreich; gestorben 1966 in Montreux, Schweiz) war ein orthodoxer Rabbiner, Posek, Talmud-Gelehrter und Rosch-Jeschiwa (Rektor des von Rabbiner Esriel Hildesheimer etablierten Rabbinerseminars in Berlin), Autor (u. a.) des seridei eish („Überbleibsel des Feuers“, Responsensammlung, 1961 ff.).

## Leben
Er wurde in Polen geboren, studierte und wirkte in Litauen und ging nach Ausbruch des Ersten Weltkriegs nach Deutschland, studierte an der Universität Gießen (Abschluss Dr. phil.), unterrichtete am von Esriel Hildesheimer gegründeten Rabbinerseminar zu Berlin und wurde 1938 auch dessen Rektor. In dieser Zeit wurde er, trotz Ablehnung des Konzepts in seiner Jugend, ein wichtiger Vertreter der Neo-Orthodoxie. Im Jahr 1939 emigrierte er aus dem nationalsozialistischen Deutschland nach Polen. Nach Errichtung des Warschauer Ghettos durch die deutsche Besatzungsmacht floh er nach Kovno. Er wurde dort von den Deutschen 1941 in ein Konzentrationslager deportiert.
Die letzten zwanzig Jahre seines Lebens verbrachte er in Montreux in der Schweiz. Begraben wurde er auf dem Har HaMenuchot.
Am 18. Juni 2018 wurde vor seinem ehemaligen Wohnort, Berlin-Charlottenburg, Wilmersdorfer Straße 106, ein Stolperstein verlegt.